# Малый Самбор
Малый Самбор (укр. Малий Самбір) — село, Малосамборский сельский совет, Конотопский район, Сумская область, Украина.
Население по переписи 2001 года составляло 709 человек.
Является административным центром Малосамборского сельского совета, в который, кроме того, входит село
Гайки.

## Географическое положение
Село Малый Самбор находится на берегу реки Малый Ромен,
выше по течению на расстоянии в 2,5 км расположено село Гайки,
ниже по течению на расстоянии в 1 км расположены сёла Броды и Кут.

## История
- Село Малый Самбор известно с 1638 года.

## Экономика
- Овце-товарная ферма.
- ЧП Агрофирма «Обрий».
- Сумская исследовательская станция садоводства ИС УААН.

## Объекты социальной сферы
- Школа.
- Дом культуры.
- Фельдшерско-акушерский пункт.

## Достопримечательности
- Церковь Покрова Богородицы.